# Castrotierra de Valmadrigal
Castrotierra de Valmadrigal – gmina w Hiszpanii, w prowincji León, w Kastylii i León, o powierzchni 23,5 km². W 2011 roku gmina liczyła 116 mieszkańców.